# Tchesmé
Tchesmé (en turc Çeşme prononcé [ʧeʃ'me], en grec ancien Έρυθραι signifiant « rouges », en grec moderne Κρήνη signifiant « fontaine »), est une ville de Turquie sur la côte de la mer Égée, chef-lieu d’un district de la province d’Izmir. En 2006, sa population est estimée à 40 000 habitants.

## Géographie
Située à l'extrémité de la péninsule d'Urla, en face de l'île grecque de Chios, à environ 70 kilomètres à l’ouest d’İzmir, son climat relativement frais et sa facilité d’accès par autoroute en font un lieu de villégiature privilégié pour les Smyrniotes fortunés.

## Histoire
La bataille de Tchesmé est une bataille navale ayant eu lieu le 6 juillet 1770 au large de Tchesmé entre les flottes russe et ottomane.

## Transport
La ville fait l'objet de liaisons maritimes avec la Grèce et l'Italie (Ancône, Bari et Brindisi).

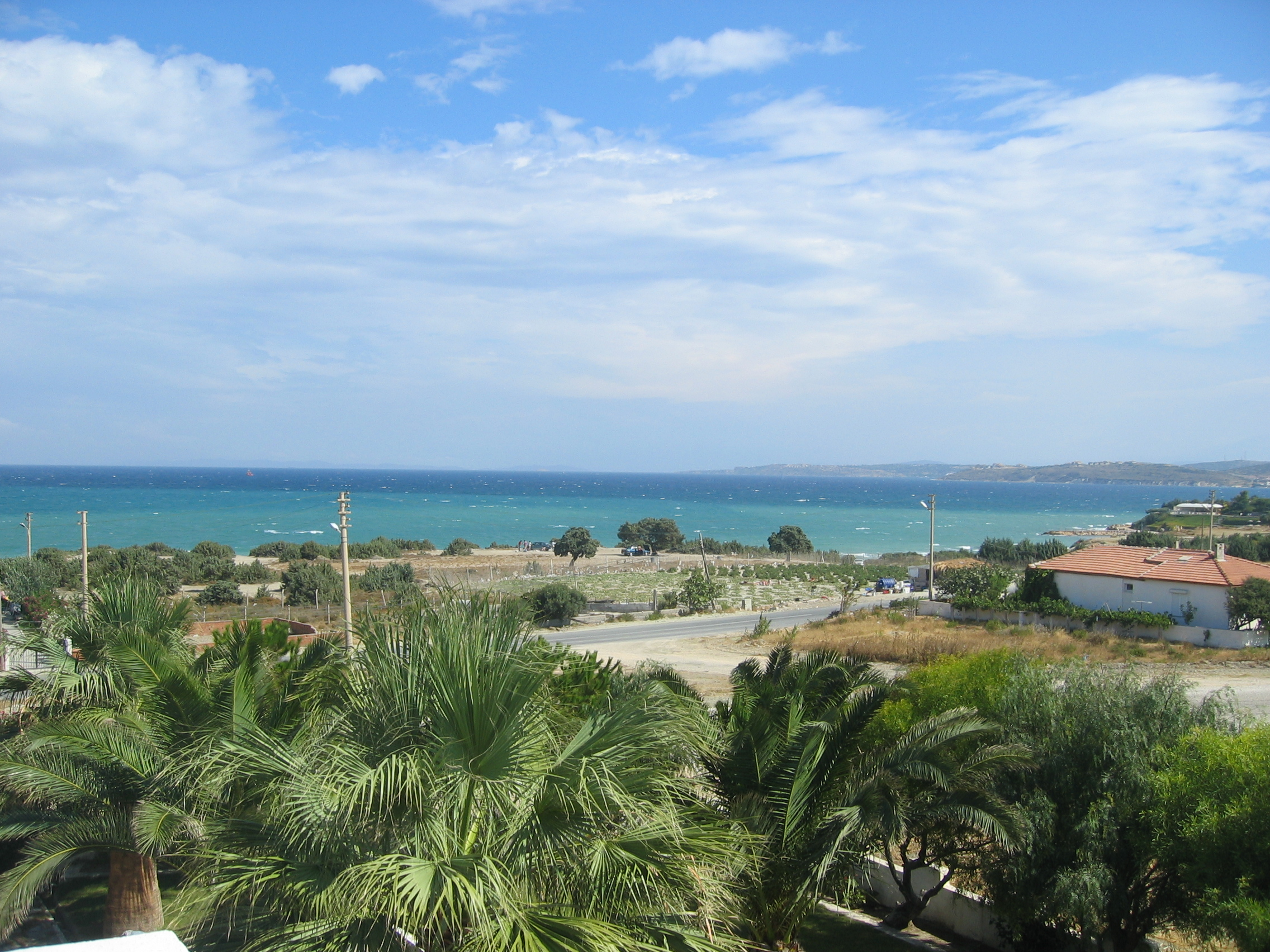

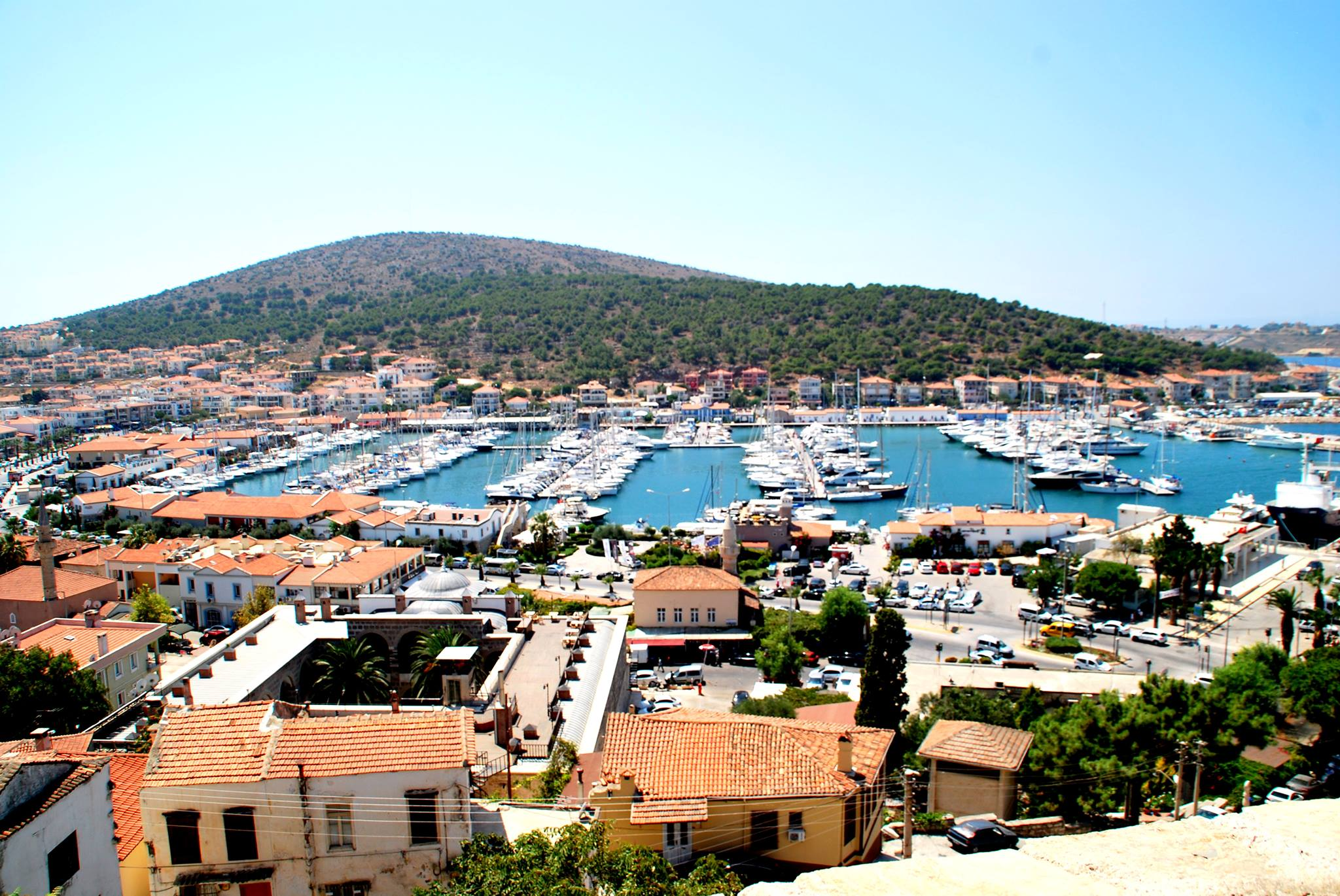